# Совєтська районна рада
Совє́тська райо́нна ра́да — орган місцевого самоврядування Совєтського району Автономної Республіки Крим. Розміщується в селищі міського типу Совєтський, котре є адміністративним центром Совєтського району.
З 15 квітня 2014 року районна рада тимчасово не виконує обов'язки через окупацію Автономної Республіки Крим Російською Федерацією.

## Склад ради

### VI скликання
Рада складається з 24 депутатів, з них половина — обрані в одномандатних мажоритарних виборчих округах та половина — в багатомандатному виборчому окрузі.
Останні вибори до районної ради відбулись 31 жовтня 2010 року. Найбільше депутатських мандатів отримала Партія регіонів — 18 (10 — в одномандатних округах та 8 — в багатомандатному окрузі), за нею Комуністична партія України — 3 (1 — в багатомандатному та 2 в одномандатних виборчих округах), Народний рух України — 2 (багатомандатний округ) та партія «Союз» — 1 депутат в багатомандатному виборчому окрузі.

#### Голова
Головою ради було обрано депутата від Партії регіонів Івана Масніка.